# Rajon Neman
Der Rajon Neman (1946–1958: Rajon Sowetsk) ist eine Verwaltungseinheit in der russischen Oblast Kaliningrad. Er befindet sich im Norden der Oblast am Fluss Memel und damit an der EU-Außengrenze zu Litauen. Das Rajonsgebiet umschließt die Stadt Sowetsk, die aber selbst nicht zum Rajon gehört.
Seit 2017 besteht der Rajon nur noch administrativ-territorial und wird mit Administrativer Rajon Neman (russisch Неманский административный район) bezeichnet. Die kommunale Selbstverwaltung wird als Munizipalkreis organisiert, dessen Verwaltungssitz die Stadt Neman (Ragnit) ist.
Durch das Rajonsgebiet verläuft die im Personenverkehr nicht mehr betriebene Eisenbahnnebenstrecke von Tschernjachowsk nach Sowetsk, die Güterstichstrecke von Sowetsk nach Neman und die Hauptstraße von Kaliningrad über Talpaki nach Sowetsk, über die ein großer Teil des für die Oblast wichtigen Transitverkehrs durch Litauen und Lettland nach Sankt Petersburg verläuft.
Die Landschaft ist von Wald und versteppten Wiesen geprägt und dünn besiedelt. In Neman befindet sich die Ruine der alten Ordensburg Ragnit.

## Kommunale Selbstverwaltung
Auf dem Territorium des Rajons Neman besteht die kommunale Selbstverwaltungseinheit Munizipalkreis Neman (ru. Неманский муниципальный округ, Nemanski munizipalny okrug) mit der Stadt Neman und den weiteren auf dem Territorium des Rajons befindlichen 49 Siedlungen.

## Partnerschaft
Der Rajon unterhält eine Partnerschaft mit dem Kreis Plön in Schleswig-Holstein.

## Geschichte
Der Rajon wurde am 7. April 1946 als Ragnitski rajon gegründet. Er war der Nachfolger des Landkreises Tilsit-Ragnit einschließlich der Stadt Tilsit in den von 1922 bis 1939 bestehenden Grenzen. Der äußerste Osten dieses Kreises wurde allerdings dem Rajon Krasnosnamensk zugeordnet. Verwaltungssitz des Rajons wurde die Stadt Ragnit. Zuständig für den Rajon war ab Ende Mai 1946 zunächst die Verwaltung für zivile Angelegenheiten des Rajons Ragnit (ru. Управление по гражданским делам Рагнитского района, Uprawlenie po graschdanski delam Ragnitskowo rajona). 
Am 7. September 1946 wurde der Rajon in Sowetski rajon umbenannt. Dieser Name bezog sich auf die gleichzeitig in Sowetsk umbenannte Stadt Tilsit, die laut Erlass auch Verwaltungssitz des Rajons werden sollte. Vor Ort blieb jedoch die Stadt Ragnit weiter der Rajonsitz. Nachdem die Stadt Ragnit am 17. Juni 1947 in Neman umbenannt worden war, wurde Neman am 25. Juli 1947 auch amtlich der Verwaltungssitz des Rajons. Gleichzeitig wurden die Städte Sowetsk und Neman aus dem Rajon ausgegliedert und jeweils rajonfrei. Im Sommer 1947 wurde zur Verwaltung des Rajons das Exekutivkomitee des Sowetsker Rajonsowjets der Abgeordneten der Werktätigen ernannt (ru. Исполнительный комитет Советского районного Совета депутатов трудящихся, Ispolnitelny komitet Sowetskowo rajonowo Soweta deputatow trudjaschtschichsja; kurz: Советский Райисполком, Sowetski Rajispolkom).
Am 4. April 1958 wurde der Sowetsker Rajonsowjet an den Nemansker Stadtsowjet angeschlossen und damit die Verwaltung des Rajons der Stadt Neman unterstellt. Gleichzeitig wurde der Rajon in Nemanski rajon umbenannt. In den Jahren 1963 bis 1965 war der Rajon während einer kurzzeitigen allgemeinen Verwaltungsreform auf die benachbarten Rajon Slawsk und Rajon Krasnosnamensk aufgeteilt. 
Nach dem Zerfall der Sowjetunion wurde am 20. Januar 1992 wieder eine eigene Rajonverwaltung mit der Bezeichnung Administration des Rajons Neman (ru. Администрация Неманского района, Administrazija Nemanskowo rajona) eingerichtet. Im Jahr 1996 wurde die Stadt Neman (wieder) in den Rajon eingegliedert.
Im Jahr 1997 wurde auf dem Territorium des Rajons Neman die (gleichnamige) kommunale Selbstverwaltungseinheit Rajon Neman eingerichtet. Im Jahr 2004 bekam diese Verwaltungseinheit den Status eines Stadtkreises (ru. Неманский городской округ, Nemanski gorodskoi okrug). Der Stadtkreis Neman wurde von der Gerichtsbarkeit jedoch verworfen. Daraufhin bekam die Verwaltungseinheit im Jahr 2008 den Status eines „munizipalen“ Rajons und wurde mit Munizipaler Rajon Neman bezeichnet (ru. Неманский муниципальный район, Nemanski munizipalny rajon); darin wurde die kommunale Selbstverwaltung auf die lokale Ebene ausgeweitet und die bestehenden neun Dorfbezirke sowie der Bereich der Nemansker Stadtadministration in zwei Landgemeinden und die städtische Gemeinde Nemanskoje umgewandelt. Im Jahr 2017 wurde die kommunale Selbstverwaltung (wieder) als Stadtkreis organisiert. Im Jahr 2022 wurde der Stadtkreis in einen Munizipalkreis umgewandelt.

### Dorfsowjets/Dorfbezirke 1947–2008
| Name              | Verwaltungssitz                      | deutscher Name                                 | Bemerkungen                                                                                           |
| ----------------- | ------------------------------------ | ---------------------------------------------- | --- |
| Bolschesselski    | Bolschoje Selo seit vor 1968: Garino | Unter Eisseln Ober Eisseln                     | von 1963 bis 1965 im Rajon Krasnosnamensk                                                             |
| Gudkowski         | Gudkowo                              | Gudgallen (Großfelde)                          | seit 1959, vorher Luninski, von 1963 bis 1965 im Rajon Krasnosnamensk, bis 1968, dann wieder Luninski |
| Kanaschski        | Kanasch                              | Jurgaitschen (Königskirch)                     | bis 1954, dann zu Nowokolchosnenski, etwa 1997 wieder eingerichtet                                    |
| Luninski          | Lunino                               | Lengwethen (Hohensalzburg)                     | bis 1959, dann Gudkowski, 1968 wieder eingerichtet                                                    |
| Malomoschaiski    | Malomoschaiskoje                     | Budwethen (Altenkirch)                         | von 1963 bis 1965 im Rajon Krasnosnamensk                                                             |
| Mitschurinski     | Mitschurinski                        | Althof-Ragnit                                  | seit etwa 1997, vorher zu Rakitinski                                                                  |
| Nowokolchosnenski | Nowokolchosnoje                      | Neu Argeningken (Argenbrück)                   | von 1963 bis 1965 im Rajon Slawsk                                                                     |
| Petrowski         | Petrowo seit vor 1968: Dubki         | Petratschen (Petersfelde) Paskallwen (Schalau) | von 1963 bis 1965 im Rajon Krasnosnamensk, bis 1968, dann Rakitinski                                  |
| Rakitinski        | Rakitino                             | Kurschen                                       | seit 1968, vorher Petrowski                                                                           |
| Schilinski        | Schilino                             | Szillen                                        | von 1963 bis 1965 im Rajon Krasnosnamensk                                                             |
| Uljanowski        | Uljanowo                             | Kraupischken (Breitenstein)                    | bis 1954, dann zu Schilinski, um 1997 wieder eingerichtet                                             |

### Gemeinden 2008–2016

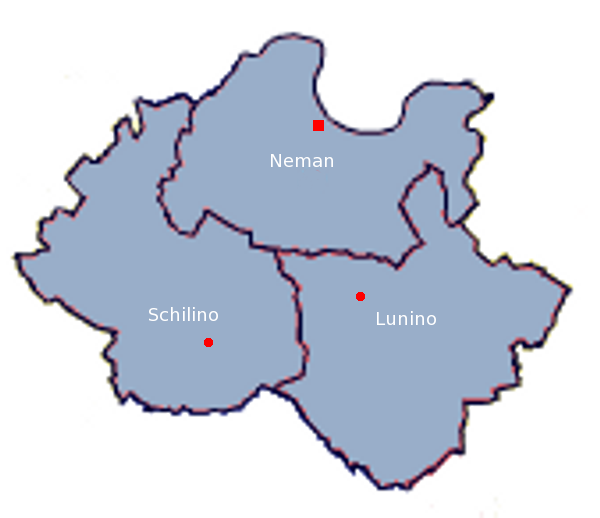
Verwaltungseinteilung des Rajons Neman 2008–2016

| Name                 | Verwaltungssitz | deutscher Name                    | Anzahl der Orte | Einwohner (2010) | Fläche [km²] |
| -------------------- | --------------- | --------------------------------- | --------------- | ---------------- | ------------ |
| Städtische Gemeinde: |                 |                                   |                 |                  |              |
| Nemanskoje           | Neman           | Ragnit                            | 20              | 15.379           | 226          |
| Landgemeinden:       |                 |                                   |                 |                  |              |
| Luninskoje           | Lunino          | Lengwethen 1938–45: Hohensalzburg | 12              | 2.020            | 247          |
| Schilinskoje         | Schilino        | Szillen 1936–47: Schillen         | 18              | 2.733            | 225          |

### Einwohnerentwicklung
| Jahr | Einwohner | Bemerkungen |
| ---- | --------- | --- |
| 1959 | 13.393    | Bezogen auf den Gebietsbestand von 1960. Einschließlich der Stadt Neman: 22.852. Umgerechnet auf den Gebietsbestand ab 1965 einschließlich der Stadt Neman: 23,5 T. |
| 1970 | 11.066    | Einschließlich der Stadt Neman: 22.679 |
| 1979 | 09.866    | Einschließlich der Stadt Neman: 22.358 |
| 1989 | 08.904    | Einschließlich der Stadt Neman: 22.725 |
| 2002 | 22.536    | |
| 2010 | 20.132    | |
| 2021 | 15.606    | |

### Funktionsträger

#### Parteisekretäre der WKP(B)/KPdSU 1947–1958
- 1947: M. A. Zereschko  (М. А. Церешко)
- 1947–1951: Iwan Semjonowitsch Derjugin (Иван Семёнович Дерюгин)
- 1951–1953: Serafim Matwejewitsch Pissarew (Серафим Матвеевич Писарев)
- 1953–1955: A. M. Trofimow (А. М. Трофимов)
- 1955–1958: N. F. Korablew (Н. Ф. Кораблев)

ab 1958 gab es keine eigene Rajonverwaltung mehr

#### Vorsitzende
- 1946–1949: Piotr Iwanowitsch Afanassjew (Пётр Иванович Афанасьев)
- 1949–1950: Je. I. Sewruk (Е. И. Севрук)
- 1950–1951: Serafim Matwejewitsch Pissarew (Серафим Матвеевич Писарев)
- 1951–1952: W. A. Sisow (В. А. Сизов)
- 1952–1953: G. I. Repin (Г. И. Репин)
- 1953–1958: G. A. Pokrowski (Г. А. Покровский)

 von 1958 bis 1991 gab es keine eigene Rajonverwaltung
- 1991–1998: Alexandr Lwowitsch Nafejew (Александр Львович Нафеев)
- 1999–2003: Sergei Iwanowitsch Ledenew (Сергей Иванович Леденев)
- 2003–2007: Alexandr Stepanowitsch Melnikow (Александр Степанович Мельников)
- 2007–2011: Sinaida Pawlowna Wassiljewa (Зинаида Павловна Васильева)
- 2011–2014: Andrei Wladimirowitsch Filanowitsch (Андрей Владимирович Филанович)
- seit 2014: Natalja Iwanowna Saizewa (Наталья Ивановна Зайцева)

#### Verwaltungschefs
- 2008–2010: Alexandr Stepanowitsch Melnikow (Александр Степанович Мельников)
- 2010–2017: Sergei Fjodorowitsch Woskowschtschuk (Сергей Фёдорович Восковщук)
- 2017: Maxim Alexandrowitsch Budurazki (Максим Александрович Будурацкий) (i. V.)
- 2017–2018: Galina Sergejewna Tschergitschenko (Галина Сергеевна Чергиченко) (i. V.)
- seit 2018: Andrei Igorewitsch Neiman (Андрей Игоревич Нейман)